# باربارا براکلی
باربارا بروکولی (انگلیسی: Barbara Broccoli؛ زادهٔ ۱۸ ژوئن ۱۹۶۰) یک تهیه‌کننده اهل ایالات متحده آمریکا است. وی بیش‌تر برای سری فیلم‌های جیمز باند شهرت دارد.
او دختر آلبرت آر. براکلی، تهیه‌کننده جیمز باند، و دانا ویلسون براکلی، هنرپیشهٔ زن است.
در سال ۲۰۱۴ او به عنوان عضو هیئت داوران شصت و چهارمین جشنواره بین‌المللی فیلم برلین انتخاب شد.

## فیلم‌شناسی

### دستیار کارگردان
- اختاپوسی (۱۹۸۳)
- نمایی از یک قتل (۱۹۸۵)

### دستیار تهیه‌کننده
- روزهای روشن زندگی (۱۹۸۷)
- جواز قتل (۱۹۸۹)

### تهیه‌کننده
- گولدن‌آی (۱۹۹۵)
- فردا هرگز نمی‌میرد (۱۹۹۷)
- دنیا کافی نیست (۱۹۹۹)
- روزی دیگر بمیر (۲۰۰۲)
- کازینو رویال (۲۰۰۶)
- ذره‌ای آرامش (۲۰۰۸)
- اسکای‌فال (۲۰۱۲)
- اسپکتر (۲۰۱۵)